# Nyan Win

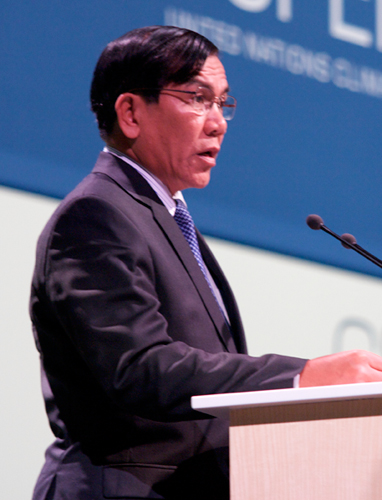
Nyan Win (2009)

Generalmajor Nyan Win (Birmanisch: ဥာဏ်ဝင်း) (* 22. Januar 1953) ist Politiker in Myanmar. Vom 19. September 2004 bis zum 30. März 2011 war er Außenminister des Landes; seitdem amtiert er als Chief Minister der Bago-Division.

## Biografie
Nach dem Schulbesuch trat er 1973 in die Streitkräfte Myanmars, die Tatmadaw, ein und absolvierte unter anderem die Verteidigungsakademie (Myanmar Defence Services Military Academy). 1988 stieg er zum Kommandanten der Schule für Kommandeure und den Generalstab (Command and General Staff College) auf und wurde 2001 zum stellvertretenden Leiter für das militärische Training der Streitkräfte ernannt. 2003 erfolgte seine Beförderung zum Generalmajor.
Nach dem Sturz von Premierminister Khin Nyunt am 18. Oktober 2004 wurde er unter dem neuen Regierungschef Soe Win Außenminister. Sein Vorgänger Win Aung war zusammen mit Khin Nyunt aus dem Amt entfernt worden. 
Als Außenminister traf er sich im Februar 2005 mit seinem Amtskollegen aus Bangladesch, um über die Rückübernahme von Flüchtlingen und den Bau von Straßen zwischen den beiden Staaten zu verhandeln. Nachdem bei den Demonstrationen in Myanmar im September 2007 der japanische Journalist Kenji Nagai ums Leben gekommen war, kam es zu diplomatischen Spannungen zwischen beiden Ländern. Nach einem im japanischen Fernsehen ausgestrahlten Amateurvideo schien der am Vortag getötete Journalist nicht von einem Querschläger getötet, sondern von einem Militärangehörigen zu Boden gestoßen und regelrecht hingerichtet worden zu sein. Japan, das einer der größten Geldgeber Myanmars auf humanitärem Gebiet ist, verlangte eine vollständige Aufklärung vom Regime. Nyan Win äußerte in einem Gespräch mit seinem japanischen Amtskollegen Masahiko Kōmura am Rande der Generalversammlung der Vereinten Nationen sein Bedauern und konterte, die Proteste seien 'von ausländischen Elementen mit Blick auf die Vollversammlung organisiert worden'.
Im September 2009 erlaubte ihm die US-Regierung (abgesehen von der Teilnahme an der UN-Vollversammlung) die Einreise zu einem Besuch in den USA. Dabei handelte es sich um den ersten Besuch eines myanmarischen Außenministers seit dem Jahre 2000. Allerdings traf er dabei keinen offiziellen Vertreter der US-Regierung, jedoch Jim Webb, einen demokratischen Senator aus Virginia, der sich für engere Verbindungen zur Militärjunta Myanmars einsetzt.
Nach seiner Wahl zum Chief Minister der Bago-Division wurde Nyan Win im März 2011 als Außenminister von Wunna Maung Lwin abgelöst.